# 南町 (蕨市)
南町（みなみちょう）は、埼玉県蕨市の町名。現行行政地名は南町一丁目から南町四丁目。郵便番号は335-0003（蕨郵便局管区）。

## 地理
蕨市南部に位置する。北東で塚越、東側の一点で川口市並木、南東で川口市西川口、南で戸田市喜沢・中町、南西で戸田市下戸田、西から北西で中央と隣接する。区画整理が施され整然とした街並みとなっており、小さな公園が多い。

### 河川
- 緑川 - 三和橋・丁和橋がかかる。

### 地価
住宅地地価は2017年（平成29年）1月1日の公示地価によれば南町4-25-16の地点で21万4000円/m2となっている。

## 歴史
- 1966年（昭和41年）10月1日に、丁張（1丁目）・大字蕨・大字塚越の各一部から成立した。

### 地名の由来
蕨市の南に位置しているという理由からつけられた。

## 世帯数と人口
2017年（平成29年）10月1日現在の世帯数と人口は以下の通りである。
| 丁目       | 世帯数    | 人口     |
| ---------- | --------- | -------- |
| 南町一丁目 | 1,285世帯 | 2,378人  |
| 南町二丁目 | 1,875世帯 | 3,653人  |
| 南町三丁目 | 1,660世帯 | 2,885人  |
| 南町四丁目 | 1,814世帯 | 3,832人  |
| 計         | 6,634世帯 | 12,748人 |

## 小・中学校の学区
市立小・中学校に通う場合、学区は以下の通りとなる。
| 丁目       | 番地 | 小学校         | 中学校           |
| ---------- | ---- | -------------- | ---------------- |
| 南町一丁目 | 全域 | 蕨市立南小学校 | 蕨市立第一中学校 |
| 南町二丁目 | 全域 | 蕨市立南小学校 | 蕨市立第一中学校 |
| 南町三丁目 | 全域 | 蕨市立南小学校 | 蕨市立第一中学校 |
| 南町四丁目 | 全域 | 蕨市立南小学校 | 蕨市立第一中学校 |

## 交通

### 鉄道
北東辺外側にJR東北本線（京浜東北線）が通るが町域内に線路は敷かれていない。跨線橋として塚越陸橋が架かる。蕨駅及び西川口駅が利用できる。

### 路線バス
- 蕨55蕨駅西口 - 下蕨公民館入口 - 前新田 - 戸田公園駅 東口

隣接する中央 (蕨市)2、7丁目との境界の下蕨本通りを経由。南町1丁目、せせらぎ公園入口、下蕨公民館入口、ちびっこ広場入口の停留所がある。
- 蕨市コミュニティバス 「ぷらっとわらび」南ルート
  - 蕨駅西口 → 蕨市水道部前 → 下蕨公民館 → 南小学校入口 → 南町2丁目 → 河鍋暁斎記念美術館 → 三和中央通り → 南公民館 → 三和稲荷公園 → 南町3丁目 → 第1中学校入口 → 交流プラザさくら → 市立図書館 → 蕨駅西口

以下のバス路線は2021年（令和3年）5月16日限りで廃止された。
- 西川64蕨駅西口 - 中央6丁目 - 下蕨公民館 - 南町ポンプ場 - 西川口駅西口

南町4丁目、南町ポンプ場、南町2丁目、南町コミュニティーセンター、南町3丁目、三和橋の停留所があった。

### 道路
- 埼玉県道110号川口蕨線

## 施設
一丁目
- 蕨市立南小学校
- 蕨市立図書館
- 西仲公園
- あけぼの公園
- さつき公園

二丁目
- わらび幼稚園
- 交流プラザさくら
- くるみ保育園
- 町会会館
- 南町公民館
- さくら公園
- すずかけ公園
- しいのき公園
- 南町桜並木遊歩道
- はんのき公園
- けやき公園
- まつのき公園
- 三和公園
- 大荒田交通公園

三丁目
- 蕨市立第一中学校
- 南丁張公園
- 三和稲荷神社
- いちょう公園
- つつじ公園
- 南町桜並木遊歩道

四丁目
- 鶴の湯
- 河鍋暁斎記念美術館
- 南町ポンプ場
- 南町四団地
- せせらぎ公園
- 若葉公園
- みずほ公園